# Famous Idaho Potato Bowl 2014
Match suivant
Le Famous Idaho Potato Bowl 2014 est un match de football américain de niveau universitaire joué après la saison régulière de 2014, le 20 décembre 2014 au Bronco Stadium à Boise dans l'Idaho.
Il s'agissait de la 18e édition du Famous Idaho Potato Bowl.
Le match a mis en présence l'équipe des Air Force Falcons issue de la Mountain West Conference et de l'équipe des Western Michigan Broncos issue de la Mid-American Conference.
Il a débuté à 03:45 pm (heure locale) et a été retransmis en télévision sur ESPN.
Sponsorisé par la société Idaho Potato Commission, le match fut officiellement dénommé le Famous Idaho Potato Bowl 2014.
Les Falcons de l'Air Force gagne le match sur le score de 38 à 24.

## Présentation du match
Le match a mis en présence les Falcons de l'Air Force issus de la Mountain West Conference aux Broncos de Western Michigan issus de la Mid-American Conference.
Il s'agissait de la toute 1re rencontre entre ces deux équipes.
| Équipes                                                                                        | Conférences | Entraîneurs  | Stats. saison rég. |
| ---------------------------------------------------------------------------------------------- | ----------- | ------------ | ------------------ |
| Falcons de l'Air Force                                                                         | MWC         | Troy Calhoun | 9-3                |
| Broncos de Western Michigan                                                                    | MAC         | P. J. Fleck  | 8-4                |
| Arbitre : Mike Roche (AAC) Équipe donnée favorite par les bookmakers : Western Michigan(2 / 1) |             |              |                    |

### Air Force Falcons
Avec un bilan global en saison régulière de 9 victoires et 3 défaites, Air Force Falcons est éligible et accepte l'invitation pour participer au Famous Idaho Potato Bowl de 2014.
Ils terminent 4e de la  Mountain Division de la Mountain West Conference derrière #16 Boise State, Colorado State et Utah State, avec un bilan en division de 5 victoires et 3 défaites.
À l'issue de la saison 2014 (bowl compris), ils n'apparaissent pas dans les classements CFP , AP et Coaches.
Il s'agit de leur 1er apparition au  Famous Idaho Potato Bowl.

### Western Michigan Broncos
Avec un bilan global en saison régulière de 8 victoires et 4 défaites, Western Michigan Broncos est éligible et accepte l'invitation pour participer au Famous Idaho Potato Bowl de 2014.
Ils terminent 3e de la Western Division de la Mid-American Conference derrière Northern Illinois et Toledo, avec un bilan en division de 6 victoires et 2 défaites.
À l'issue de la saison 2014 (bowl compris), ils n'apparaissent pas dans les classements CFP , AP et Coaches.
Il s'agit de leur 1er apparition au  Famous Idaho Potato Bowl. L'équipe espérait gagner son premier bowl puisqu'elle comptabilisait jusqu'à présent 5 défaites en autant de participation (la dernière défaite avait eu lieu en 2011 lors du Little Caesars Pizza Bowl).

## Résumé du match
| Évolution du score du FAMOUS IDAHO POTATO BOWL 2014 |                              |                              |                              |                              |                              | |       |       |
| QT                                                  | Temps                        | Drive                        | Drive                        | Drive                        | Équipe                       | Description de l'action | Score | Score |
|                                                     |                              | Jeux                         | Yards                        | TDP                          |                              | | AFA   | WMB   |
| 1                                                   | 12:45                        | 8                            | 22                           | 02:08                        | WMU                          | FG de 25 yards par kicker Andrew Haldeman | 0     | 3     |
| 1                                                   | 05:24                        | 9                            | 61                           | 02:41                        | AFA                          | TD à la suite d'une course d'1 yard par RB Shayne Davern mais le coup de pied de conversion n'est pas réussi                                                                                             | 6     | 3     |
| 2                                                   | 11:26                        | 6                            | 75                           | 02:49                        | WMU                          | TD de 47 yards à la suite d'une réception par WR Corey Davis d'une passe de QB Zach Terrell + 1 point de conversion par kicker Andrew Haldeman                                                           | 6     | 10    |
| 2                                                   | 10:12                        | 3                            | 72                           | 01:14                        | AFA                          | TD à la suite d'une course de 55 yards par RB Shayne Davern + 1 point de conversion par kicker Will Conant                                                                                               | 13    | 10    |
| 2                                                   | 02:32                        | 15                           | 80                           | 05:59                        | AFA                          | TD à la suite d'une course d'1 yard par RB Devin Rushing + 1 point de conversion par kicker Will Conant                                                                                                  | 20    | 10    |
| 3                                                   | 06:32                        | 9                            | 35                           | 03:35                        | AFA                          | FG de 31 yards par kicker Will Conant | 23    | 10    |
| 4                                                   | 13:26                        | 9                            | 92                           | 02:00                        | WMU                          | TD de 35 yards par WR Corey Davis à la suite d'une réception d'une passe de QB Zach Terrell + 1 point de conversion par kicker Andrew Haldeman                                                           | 23    | 17    |
| 4                                                   | 09:52                        | –                            | –                            | –                            | AFA                          | TD de 60 yards par DB Dexter Walker à la suite d'une course résultant d'une récupération d'un fumble adverse + réussite d'une conversion à 2 points par WR Robinette Jale suite passe de QB Pearson Kale | 31    | 17    |
| 4                                                   | 05:20                        | 7                            | 38                           | 03:11                        | AFA                          | TD à la suite d'une course d'9 yards par RB D. J. Johnson + 1 point de conversion par kicker Will Conant                                                                                                 | 38    | 17    |
| 4                                                   | 03:16                        | 6                            | 84                           | 02:04                        | WMU                          | TD de 51 yards par WR Corey Davis à la suite d'une réception d'une passe de QB Zach Terrell + 1 point de conversion par kicker Haldeman                                                                  | 38    | 24    |
| "TDP" = temps de possession.                        | "TDP" = temps de possession. | "TDP" = temps de possession. | "TDP" = temps de possession. | "TDP" = temps de possession. | "TDP" = temps de possession. | "TDP" = temps de possession. | 38    | 24    |

## Statistiques
| Statistiques par Équipes               | Statistiques par Équipes | Statistiques par Équipes |
| Statistiques                           | AFA                      | WMB                      |
| -------------------------------------- | ------------------------ | ------------------------ |
| 1er downs                              | 20                       | 17                       |
| Conversion de 3e Down                  | 4/15                     | 6/14                     |
| Conversion de 4e Down                  | 4/4                      | 0/1                      |
| Jeux–yards                             | 74 jeux / 361 yards      | 64 jeux / 376 yards      |
| Yards à la course                      | 284                      | 79                       |
| Yards à la passe                       | 77                       | 297                      |
| Passes : Réussies-Tentées-Interceptées | 5/10 - 0 Int.            | 19/38 - 0 Int.           |
| Réussite en zone rouge/chances         | 4/4                      | 1/1                      |
| TD                                     | 5                        | 3                        |
| Field Goals                            | 1                        | 1                        |
| Sacks (Nombre-Yards perdus)            | 1 (12 yards perdus)      | 4 (21 yards perdus)      |
| Fumbles (Nombre/Perdus)                | 1/1                      | 3/1                      |
| Pénalités (Nombre/Yards perdus)        | 3 / 41 yards             | 9 / 70 yards             |
| Temps de possession                    | 32:38                    | 27:22                    |

| Meilleur Joueur (MVP) | Meilleur Joueur (MVP)    | Meilleur Joueur (MVP) |
| --------------------- | ------------------------ | --------------------- |
| Nom                   | Équipe                   | Poste                 |
| Shayne Davern         | Air Force Falcons        | RB                    |
| Corey Davis           | Western Michigan Broncos | WR                    |

| Statistiques Individuelles | Statistiques Individuelles | Statistiques Individuelles    |
| -------------------------- | -------------------------- | ----------------------------- |
| Quaterbacks                |                            |                               |
| AFA                        | Pearson, Kale              | 5/9, 77 yards, 0 TD, 0 INT    |
| WMB                        | Terrell, Zach              | 19/38, 297 yards, 3 TD, 0 INT |
| Meilleurs Coureurs         |                            |                               |
| AFA                        | Davern, Shayne             | 12 courses, 101 yards, 2 TDs  |
| WMB                        | Terrell,Zach               | 1 courses, 61 yards           |
| Meilleurs Receveurs        |                            |                               |
| AFA                        | Robinette, Jale            | 2 Réc., 43 yards              |
| WMB                        | Davis, Corey               | 8 Réc., 176 yards, 3 TDs      |
| Meilleurs Tackleurs        |                            |                               |
| AFA                        | Steelhammer, We.           | 10 tackles                    |
| WMB                        | Spillane, R                | 4 tackles, 6 assistes         |